# 캐나다 안보정보청

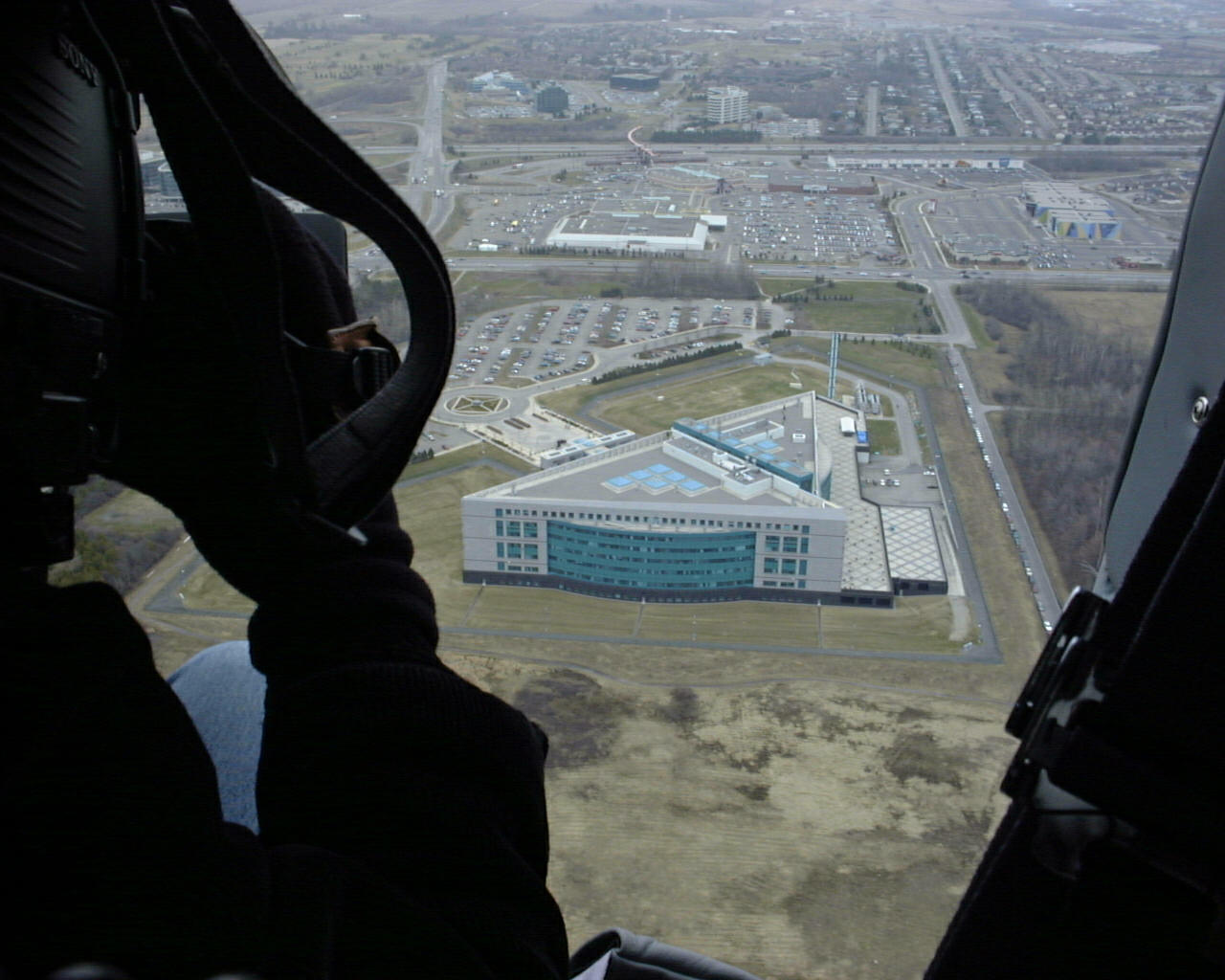

캐나다 안보정보청(-安保情報廳, 영어: Canadian Security Intelligence Service; CSIS)는 캐나다의 정보 기관이다. 파이브 아이즈의 정보 기관중 하나이다.